# 시바촌
시바촌(일본어: 椎葉村)은 일본 미야자키현 북서부에 있는 히가시우스키군의 촌이다.

## 지리
미야자키현 내륙의 규슈 산지에 위치하고 전체가 산지로 많은 산이 존재한다. 이 때문에 규슈 남부이면서도 겨울에는 눈이 쌓이는 일이 있다. 촌역의 대부분이 규슈 중앙 산지 국립공원으로 지정되어 있다.

### 인접한 자치체
- 미야자키현
  - 히가시우스키군 미사토정·모로쓰카촌
  - 니시우스키군 고카세정
  - 고유군 니시메라촌
  - 사이토시

- 구마모토현
  - 야쓰시로시
  - 구마군 미즈카미촌
  - 가미마시키군 야마토정

## 역사
- 1889년 5월 1일 - 니시우스키군 시바촌이 성립하였다.
- 1949년 4월 1일 - 니시우스키군에서 히가시우스키군으로 소속을 변경하였다.

## 경제
주요 산업은 농업, 임업이다. 일본에서 유일하게 화전 농업을 계승하고 있는 지역이 있다.

## 교통

### 도로
- 국도 제265호선
- 국도 제327호선
- 국도 제388호선
- 국도 제446호선

## 자매 도시
- 일본 도쿠시마현 미요시시